# Villa Bleue
La villa Bleue est une des villas mexicaines de Barcelonnette.

## Localisation
La villa est située 1 avenue Porfirio-Díaz, sur la commune de Barcelonnette, dans le département français des Alpes-de-Haute-Provence.

## Historique
La villa est construite de 1929 à 1931 pour Camille Jean. Elle est l'œuvre collective des architectes Joseph Hiriart, Georges Tribout et Georges Beau — architectes actifs à Saint-Jean-de-Luz et à Paris —, du maître verrier Jacques Gruber et du ferronnier Schwartz, distingués en 1925 à l'exposition internationale des Arts décoratifs et industriels modernes de Paris.
L'édifice est inscrit au titre des monuments historiques en 1987 et 2002.
La villa Bleue est aujourd'hui classée Patrimoine du XXe siècle.

## Description

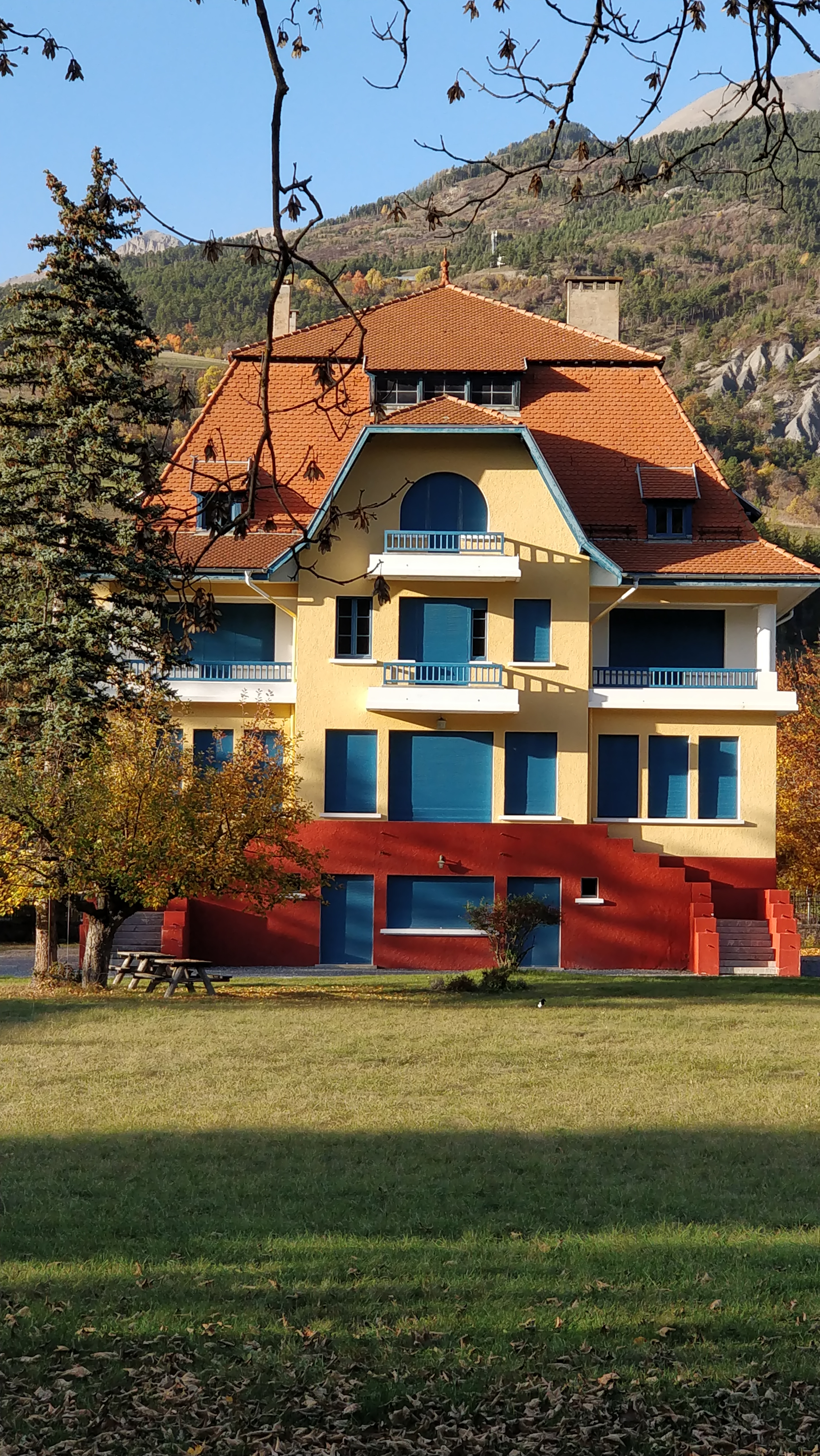
Vue sur le devant de la villa.

Couverte d'un grand toit brisé de tuiles en écailles, couleur orange soutenu, et organisée autour d'un hall central carré aux dimensions généreuses, la villa Bleue, achevée en 1931, affiche le langage moderniste de son époque tout en conservant un certain pittoresque formel. 
Au centre de la façade Nord, un monumental vitrail célèbre la réussite au Mexique de son commanditaire Camille Jean, fondateur du magasin la Francia Maritima. Y sont stylisées les cheminées fumantes des fabriques textiles, les métiers à tisser et la silhouette du magasin de Nouveautés à Mexico, traités dans le meilleur style art déco. 
L'imposante construction polychrome clôt de façon spectaculaire 50 ans d'architecture de villégiature à Barcelonnette (1880-1930). 
En 1907, l'ancien chemin communal de la Galopine, transformé en une belle avenue, prend le nom d'avenue Porfirio-Díaz (1830-1915) du nom du président mexicain qui a puissamment contribué au succès de la colonie des Barcelonettes au Mexique.  